# أكسل روس
أكسل روس (بالألمانية: Axel Roos)‏ هو لاعب كرة قدم ومدرب كرة قدم ألماني في مركز الدفاع، ولد في 19 أغسطس 1964 في Thaleischweiler-Fröschen ‏ في ألمانيا. لعب مع نادي كايزرسلاوترن.

## وصلات خارجية
- أكسل روس على موقع قاعدة بيانات كرة القدم.إي يو (الإنجليزية)
- أكسل روس على موقع بيانات كرة القدم. دي إي (الألمانية)
- أكسل روس على موقع عالم كرة القدم.نت (الإنجليزية)